# Camping World Watkins Glen Grand Prix de 2009
Camping World Watkins Glen Grand Prix de 2009 foi a nona corrida da temporada de 2009 da IndyCar Series. A corrida foi disputada no dia  5 de julho no Watkins Glen International, localizado na cidade de Watkins Glen, Nova Iorque. O vencedor foi o inglês Justin Wilson, da equipe Dale Coyne Racing.

## Pilotos e Equipes
| Nº | Piloto                | Equipe                     | Chassis | Motor | Pneu |
| -- | --------------------- | -------------------------- | ------- | ----- | ---- |
| 2  | Raphael Matos (R)     | Luczo-Dragon Racing        | Dallara | Honda | F    |
| 3  | Hélio Castroneves     | Team Penske                | Dallara | Honda | F    |
| 4  | Dan Wheldon           | Panther Racing             | Dallara | Honda | F    |
| 5  | Mario Moraes          | KV Racing Technology       | Dallara | Honda | F    |
| 6  | Ryan Briscoe          | Team Penske                | Dallara | Honda | F    |
| 7  | Danica Patrick        | Andretti-Green Racing      | Dallara | Honda | F    |
| 9  | Scott Dixon           | Chip Ganassi Racing        | Dallara | Honda | F    |
| 10 | Dario Franchitti      | Chip Ganassi Racing        | Dallara | Honda | F    |
| 11 | Tony Kanaan           | Andretti-Green Racing      | Dallara | Honda | F    |
| 13 | E. J. Viso            | HVM Racing                 | Dallara | Honda | F    |
| 14 | Ryan Hunter-Reay      | A. J. Foyt Enterprises     | Dallara | Honda | F    |
| 15 | Paul Tracy            | KV Racing Technology       | Dallara | Honda | F    |
| 18 | Justin Wilson         | Dale Coyne Racing          | Dallara | Honda | F    |
| 20 | Ed Carpenter          | Vision Racing              | Dallara | Honda | F    |
| 23 | Milka Duno            | Dreyer & Reinbold Racing   | Dallara | Honda | F    |
| 24 | Mike Conway (R)       | Dreyer & Reinbold Racing   | Dallara | Honda | F    |
| 26 | Marco Andretti        | Andretti-Green Racing      | Dallara | Honda | F    |
| 27 | Hideki Mutoh          | Andretti-Green Racing      | Dallara | Honda | F    |
| 98 | Richard Antinucci (R) | Team 3G                    | Dallara | Honda | F    |
| 02 | Graham Rahal          | Newman/Haas/Lanigan Racing | Dallara | Honda | F    |
| 06 | Robert Doornbos (R)   | Newman/Haas/Lanigan Racing | Dallara | Honda | F    |

- (R) - Rookie

## Resultados

### Treino classificatório
| Treino classificatório - 4 de julho | Treino classificatório - 4 de julho | Treino classificatório - 4 de julho | Treino classificatório - 4 de julho | Treino classificatório - 4 de julho | Treino classificatório - 4 de julho | Treino classificatório - 4 de julho | Treino classificatório - 4 de julho | Treino classificatório - 4 de julho |
| Pos.                                | Nº                                  | Piloto                              | Equipe                              | Q1                                  | Q1                                  | Q2                                  | Q3                                  |                                     |
| Pos.                                | Nº                                  | Piloto                              | Equipe                              | Grupo 1                             | Grupo 2                             | Q2                                  | Q3                                  |                                     |
| ----------------------------------- | ----------------------------------- | ----------------------------------- | ----------------------------------- | ----------------------------------- | ----------------------------------- | ----------------------------------- | ----------------------------------- | ----------------------------------- |
| 1                                   | 6                                   | Ryan Briscoe                        | Team Penske                         | 1:28.9409                           |                                     | 1:28.1322                           | 1:28.5970                           |                                     |
| 2                                   | 18                                  | Justin Wilson                       | Dale Coyne Racing                   | 1:29.7664                           |                                     | 1:28.8050                           | 1:28.5970                           |                                     |
| 3                                   | 9                                   | Scott Dixon                         | Chip Ganassi Racing                 |                                     | 1:29.3397                           | 1:28.8214                           | 1:28.5970                           |                                     |
| 4                                   | 5                                   | Mario Moraes                        | KV Racing Technology                | 1:29.4251                           |                                     | 1:28.9993                           | 1:28.5970                           |                                     |
| 5                                   | 02                                  | Graham Rahal                        | Newman/Haas/Lanigan Racing          |                                     | 1:29.1607                           | 1:29.1533                           | 1:29.9526                           |                                     |
| 6                                   | 10                                  | Dario Franchitti                    | Chip Ganassi Racing                 | 1:29.2708                           |                                     | 1:29.1616                           | sem tempo                           |                                     |
| 7                                   | 24                                  | Mike Conway (R)                     | Dreyer & Reinbold Racing            |                                     | 1:29.3156                           | 1:29.1715                           |                                     |                                     |
| 8                                   | 7                                   | Danica Patrick                      | Andretti-Green Racing               | 1:29.6380                           |                                     | 1:29.2076                           |                                     |                                     |
| 9                                   | 26                                  | Marco Andretti                      | Andretti-Green Racing               |                                     | 1:29.2222                           | 1:29.3539                           |                                     |                                     |
| 10                                  | 11                                  | Tony Kanaan                         | Andretti-Green Racing               | 1:29.7107                           |                                     | 1:29.4131                           |                                     |                                     |
| 11                                  | 13                                  | E. J. Viso                          | HVM Racing                          |                                     | 1:29.8478                           | 1:29.5661                           |                                     |                                     |
| 12                                  | 4                                   | Dan Wheldon                         | Panther Racing                      |                                     | 1:29.6398                           | 1:29.9137                           |                                     |                                     |
| 13                                  | 27                                  | Hideki Mutoh                        | Andretti-Green Racing               | 1:29.7943                           |                                     |                                     |                                     |                                     |
| 14                                  | 3                                   | Hélio Castroneves                   | Team Penske                         |                                     | 1:29.8662                           |                                     |                                     |                                     |
| 15                                  | 15                                  | Paul Tracy                          | KV Racing Technology                | 1:30.6167                           |                                     |                                     |                                     |                                     |
| 16                                  | 14                                  | Ryan Hunter-Reay                    | A. J. Foyt Enterprises              |                                     | 1:30.4001                           |                                     |                                     |                                     |
| 17                                  | 06                                  | Robert Doornbos (R)                 | Newman/Haas/Lanigan Racing          | 1:30.6266                           |                                     |                                     |                                     |                                     |
| 18                                  | 2                                   | Raphael Matos (R)                   | Luczo-Dragon Racing                 |                                     | 1:30.4981                           |                                     |                                     |                                     |
| 19                                  | 23                                  | Milka Duno                          | Dreyer & Reinbold Racing            | 1:33.6824                           |                                     |                                     |                                     |                                     |
| 20                                  | 98                                  | Richard Antinucci (R)               | Team 3G                             |                                     | 1:31.1910                           |                                     |                                     |                                     |
| 21                                  | 20                                  | Ed Carpenter                        | Vision Racing                       |                                     | 1:31.6852                           |                                     |                                     |                                     |
| Relatório                           |                                     |                                     |                                     |                                     |                                     |                                     |                                     |                                     |

- (R) - Rookie

### Corrida
| Corrida - 5 de julho | Corrida - 5 de julho | Corrida - 5 de julho  | Corrida - 5 de julho       | Corrida - 5 de julho | Corrida - 5 de julho | Corrida - 5 de julho | Corrida - 5 de julho | Corrida - 5 de julho |
| Pos                  | Nº                   | Piloto                | Equipe                     | Voltas               | Tempo                | Largada              | Voltas na Liderança  | Pontos               |
| -------------------- | -------------------- | --------------------- | -------------------------- | -------------------- | -------------------- | -------------------- | -------------------- | -------------------- |
| 1                    | 18                   | Justin Wilson         | Dale Coyne Racing          | 60                   | 1:48:24.1947         | 2                    | 49                   | 52                   |
| 2                    | 6                    | Ryan Briscoe          | Team Penske                | 60                   | + 4.9906             | 1                    | 7                    | 41                   |
| 3                    | 9                    | Scott Dixon           | Chip Ganassi Racing        | 60                   | + 5.1632             | 3                    | 1                    | 35                   |
| 4                    | 3                    | Hélio Castroneves     | Team Penske                | 60                   | + 7.0755             | 13                   | 1                    | 32                   |
| 5                    | 26                   | Marco Andretti        | Andretti-Green Racing      | 60                   | + 8.5595             | 8                    | 2                    | 30                   |
| 6                    | 24                   | Mike Conway (R)       | Dreyer & Reinbold Racing   | 60                   | + 9.3646             | 6                    | 0                    | 28                   |
| 7                    | 13                   | E. J. Viso            | HVM Racing                 | 60                   | + 11.3804            | 10                   | 0                    | 26                   |
| 8                    | 11                   | Tony Kanaan           | Andretti-Green Racing      | 60                   | + 13.0020            | 9                    | 0                    | 24                   |
| 9                    | 06                   | Robert Doornbos (R)   | Newman/Haas/Lanigan Racing | 60                   | + 13.2633            | 17                   | 0                    | 22                   |
| 10                   | 4                    | Dan Wheldon           | Panther Racing             | 60                   | + 18.0412            | 11                   | 0                    | 20                   |
| 11                   | 7                    | Danica Patrick        | Andretti-Green Racing      | 60                   | + 18.5656            | 7                    | 0                    | 19                   |
| 12                   | 2                    | Raphael Matos (R)     | Luczo-Dragon Racing        | 60                   | + 18.9342            | 18                   | 0                    | 18                   |
| 13                   | 02                   | Graham Rahal          | Newman/Haas/Lanigan Racing | 60                   | + 23.0413            | 15                   | 0                    | 17                   |
| 14                   | 5                    | Mario Moraes          | KV Racing Technology       | 60                   | + 23.3821            | 4                    | 0                    | 16                   |
| 15                   | 10                   | Dario Franchitti      | Chip Ganassi Racing        | 59                   | + 1 volta            | 5                    | 0                    | 15                   |
| 16                   | 20                   | Ed Carpenter          | Vision Racing              | 59                   | + 1 volta            | 21                   | 0                    | 14                   |
| 17                   | 23                   | Milka Duno            | Dreyer & Reinbold Racing   | 58                   | + 2 voltas           | 19                   | 0                    | 13                   |
| 18                   | 27                   | Hideki Mutoh          | Andretti-Green Racing      | 51                   | Contato              | 12                   | 0                    | 12                   |
| 19                   | 98                   | Richard Antinucci (R) | Team 3G                    | 47                   | + 13 voltas          | 20                   | 0                    | 12                   |
| 20                   | 15                   | Paul Tracy            | KV Racing Technology       | 29                   | Contato              | 14                   | 0                    | 12                   |
| 21                   | 14                   | Ryan Hunter-Reay      | A. J. Foyt Enterprises     | 0                    | Contato              | 16                   | 0                    | 12                   |
| Relatório            |                      |                       |                            |                      |                      |                      |                      |                      |

- (R) - Rookie